# الدوري السويدي الدرجة الأولى 2007
الدوري السويدي الدرجة الأولى 2007 (بالسويدية: Division 1 i fotboll för herrar 2007)‏ هو موسم من الدوري السويدي الدرجة الأولى. فاز فيه نادي آسيريسكا.